# 一宮市立尾西第三中学校
一宮市立尾西第三中学校（いちのみやしりつびさいだいさんちゅうがっこう）は、愛知県一宮市にある公立中学校。2005年3月31日の市町村合併前までの校名は「尾西市立第三中学校」。通称「尾西三中」

## 概要
一宮市の西部に位置している中学校であり、旧尾西市としては北部に位置する。全校生徒は2017年4月時点で男子266名、女子285名の合計551名が在籍している。各学年5学級又は6学級から構成されており、特別支援が2学級ある。開明小学校・小信中島小学校の区域の生徒が通学する。

## 沿革
- 1955年（昭和30年） 4月1日 - 尾西市立第一中学校開明分校として発足[1]。
- 1956年（昭和31年） 5月29日 - 尾西市立第三中学校開校式、本館第一期工事竣工式[1]。
- 1966年（昭和41年） 5月29日 - 校歌制定発表式[1]。
- 1978年（昭和53年） 2月20日 - 学校給食開始[1]。
- 2006年（平成17年） 4月1日 - 尾西市が一宮市へ合併することにより、一宮市立尾西第三中学校へ改称[1]。